# Cheniseo faceta
Espèce
Cheniseo faceta est une espèce d'araignées aranéomorphes de la famille des Linyphiidae.

## Distribution
Cette espèce est endémique de Caroline du Nord aux États-Unis,.

## Publication originale
- Bishop & Crosby, 1935 : Studies in American spiders: miscellaneous genera of Erigoneae, part I. Journal of the New York Entomological Society, vol. 43, p. 217-241 & 255-280.